# Zitadelle von Huế

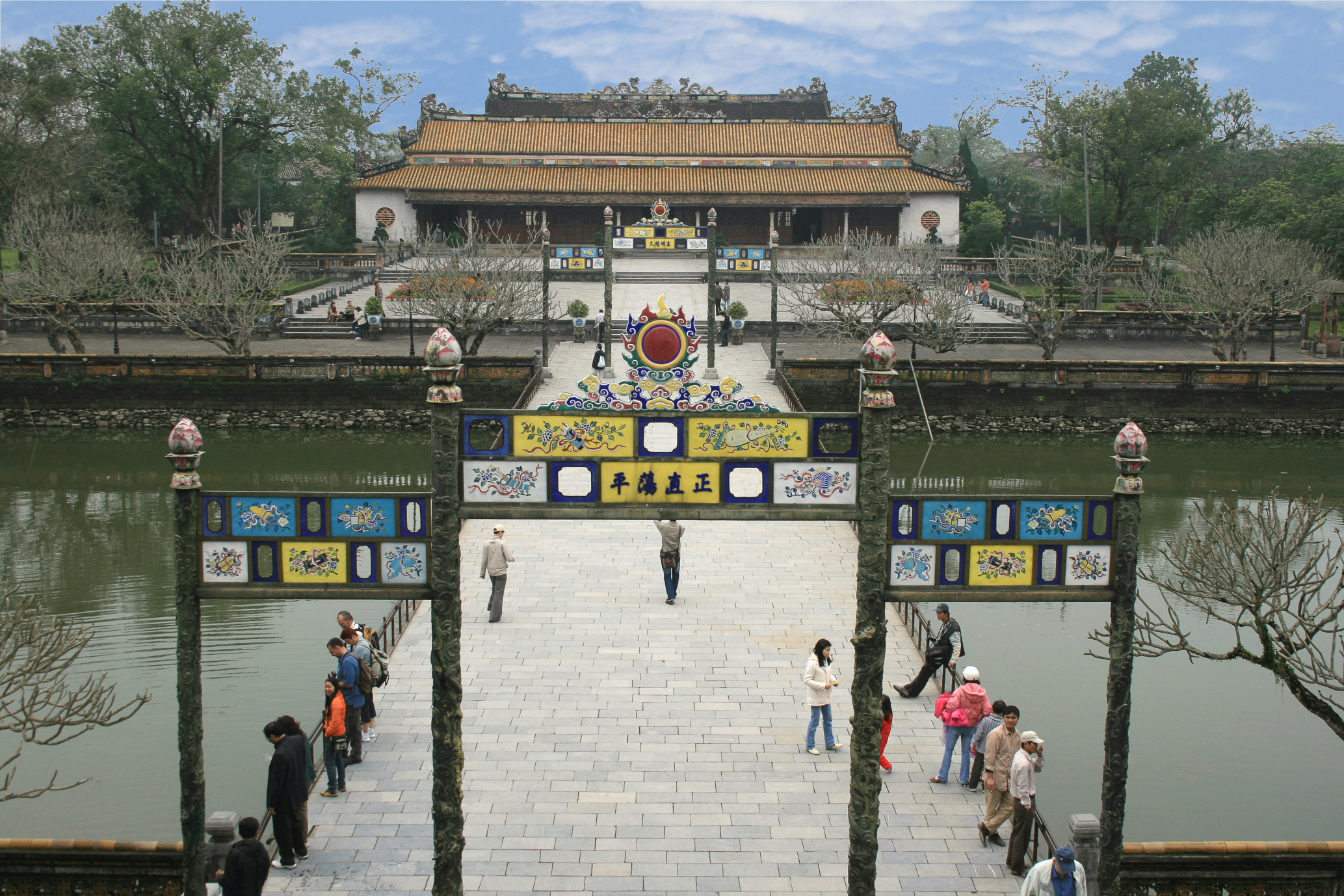
Blick auf die Halle der höchsten Harmonie

Die Zitadelle von Huế war die frühere Residenz der Kaiser der vietnamesischen Nguyễn-Dynastie in der damaligen Hauptstadt. Die Zitadelle enthält einen Kaiserpalast nach dem Vorbild der Verbotenen Stadt in Peking und ist heute ein UNESCO-Welterbe.

## Geschichte

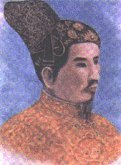
Gia Long, Gründer der Nguyễn-Dynastie und Erbauer der Zitadelle von Huế

Die Zitadelle von Huế wurde vom Begründer der kaiserlichen Nguyễn-Dynastie, Gia Long, ab 1804 erbaut. Der genaue Standort wurde mittels Geomantie ermittelt. Als Vorbild, dem sie in verkleinertem Format folgte, diente die Verbotene Stadt der chinesischen Ming-Dynastie. Tausende von Arbeitern errichteten um eine nahezu quadratische Grundfläche einen 10 km langen Erdwall, der von einem mehr als 20 m breiten Wassergraben umgeben ist. Später wurde der Erdwall durch eine  Steinmauer ersetzt. Während der Herrschaft von Gia Longs Sohn und Nachfolger Minh Mạng wurden diese Arbeiten fertiggestellt.
Nach und nach wurden weitere Gebäude, Höfe und Gärten in der im Südosten der Zitadelle liegenden Verbotenen Stadt ergänzt. Die Herrschaft des Kaisers dauerte bis zur Mitte des 19. Jahrhunderts. Bis dahin umfasste das Innerste, die dem Herrscher und seiner Familie vorbehaltene Verbotene purpurfarbene Stadt viele Gebäude und mehrere hundert Räume. Die Bausubstanz litt unter Termiten und Zyklonen, blieb aber imposant.
Bei der Schlacht um Huế während der Tet-Offensive flogen die US-Streitkräfte gezielte Bombenangriffe gegen die Zitadelle und die dort in Stellung gegangene nordvietnamesische Armee und die Vietcong. Bei diesen Kämpfen, welche bis zum 24. Februar 1968 andauerten, wurde die alte Kaiserstadt vollständig zerstört.
Lediglich die Tempel Thái Hòa und Cần Thanh sowie Thế Miếu und Hiển Lâm Các blieben erhalten. In den steinernen Umfassungsmauern sind noch heute Spuren dieser Schlacht zu finden. 1993 wurde die Zitadelle von Hue ein UNESCO-Welterbe. Für 2015 sind umfangreiche Restaurierungsarbeiten geplant.

## Architektur

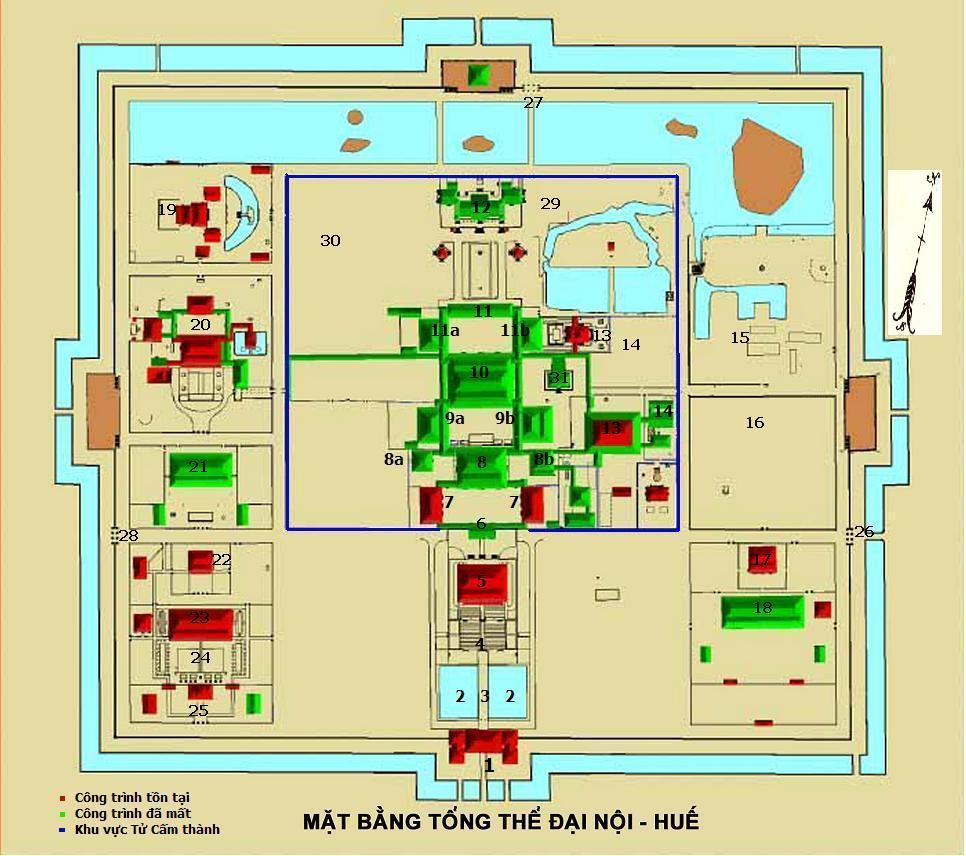
Übersichtsplan der Verbotenen Stadt, die grün gekennzeichneten Gebäude sind noch nicht wieder aufgebaut worden. (Stand Februar 2025 nicht mehr aktuell)

Anders als ihr Vorbild, die Verbotene Stadt in Peking, ist die Zitadelle nicht genau nach Süden hin ausgerichtet, sondern, sich dem Lauf des angrenzenden Parfüm-Flusses anpassend und am Berg Ngu Binh orientierend, verläuft ihre Achse mehr von Nordwesten nach Südosten. Zur militärischen Verteidigung der Zitadelle steht im Nordosten angrenzend ein unregelmäßiges sechseckiges Fort, die Bastion zur Überwachung des Friedens. Zugang zur Zitadelle, in der während des Kaiserreichs die Beamten und Soldaten lebten und arbeiteten sowie Seen und Kanäle lagen, bieten zehn Tore, davon vier in der Südmauer gelegen. Am südöstlichen Ende der Zitadelle, die durch 6 m hohe und 20 m breite Steinmauer umgrenzt ist, liegt der Königspalast, auch das Große Innere genannt. Er ist gleichfalls fast quadratisch angelegt mit etwas über 600 m langen Seiten, wobei jede ein Tor hat. Ein Wassergraben, Goldwasser genannt, umgibt diese Palastanlage. Das Haupteingangstor ist das südlich gelegene Mittagstor, zu welchem drei Brücken führen. Mittlere Brücke und das mittlere Tor waren dem Kaiser vorbehalten. Der Palastbezirk enthält unter anderem Empfangshallen und Tempel der Herrscher. Innerhalb seiner Fläche und mit einer weiteren Mauer abgegrenzt ist das Innerste, die verbotene purpurne Stadt. Hier sind die Wohn- und Arbeitsräume der Herrscher und ihrer Familie.
Die wichtigsten Gebäude liegen auf der zentralen Nordwest-Südostachse. Auf dieser Achse im Südosten, direkt am Parfüm-Fluss positioniert, ist der Pavillon der frischen Luft. Darauf folgt in der Achse der Pavillon der Edikte, wo Erlasse des Kaisers offiziell verkündet wurden. Dieser Pavillon wurde später bei einem Taifun zerstört und unter Kaiser Thành Thái wieder aufgebaut. Direkt hinter dem Pavillon liegt der Flaggenturm, der noch auf Kaiser Gia Long zurückgeht. Der Unterbau besteht aus drei Terrassen. Auf der obersten waren Unterstände für Kanonen. Am mehr als 20 m hohen Fahnenmast wehte während der Kaiserzeit die Herrscherfahne.